# Centre de technologie et de recherche nucléaire d'Ispahan
Le Centre de technologie et de recherche nucléaire d'Ispahan (persan : مرکز بین‌المللی علوم و فنون هسته‌ای; anciennement : Installation de conversion d'uranium) – est le plus grand centre scientifique nucléaire d'Iran, situé au sud-est de la ville d'Ispahan, dans la préfecture d'Ispahan,.

## District nucléaire d'Ispahan
Capacité du centre : 10 MW,,,. L'organisation principale est la Pishgam Energy Industries Corporation.
Le district nucléaire d'Ispahan, parmi d'autres installations, comprend (principalement fournies par la Chine),:
- Miniature Neutron Source reactor (en) (MNSR) – un réacteur source de neutrons miniaturisé d'une puissance de 27 kW fourni par l'Institut chinois de l'énergie atomique et entré en service en 1994;
- Un réacteur sous-critique à eau légère[9];
- Un réacteur à eau lourde de puissance nulle;
- Un réacteur sous-critique à graphite;
- Une usine de production d'uranium métallique[10],[11];
- Une installation de conversion d'uranium, utilisée « pour reconvertir l'uranium enrichi en combustible nucléaire »[10],[12],[11];
- Une usine de fabrication d'éléments combustibles[12],[11].

## Histoire
Le centre a été fondé par l'État impérial d'Iran dans les années 1970 avec l'aide de la France. Auparavant, il s'appelait « Installation de conversion d'uranium » (persan : پیش غنی سازی اورانیوم کارخانه یو سی اف ایران). Il est testée industriellement en 2004.
Le centre est partiellement contrôlé par l'Agence internationale de l'énergie atomique des Nations unies dans le cadre du Plan d'action global commun,.
Les 13 juin et 20 juin 2025, il est endommagé lors d'attaques israéliennes, puis dans la nuit du 21 au 22 juin par un bombardement américain.